# ادعاءات سوء السلوك الجنسي ضد دونالد ترامب
دونالد ترمب هو رجل أعمال أمريكي ورئيس الولايات المتحدة السابق. اتُّهم في كثير من الأحيان بالاعتداء الجنسي والتحرش بما في ذلك التقبيل عن طريق الشفاه أو تحسس الأعضاء الحميمية لنساء بصورة غير مقبولة. حيث اتهمت ما لا يقل عن خمس عشرة امرأة ترمب بالتحرش بهن منذ عام 1980، وقد أسفرت تلك الاتهامات عن ثلاث قضايا عُرفت على نطاق واسع بل وصلت إلى حد التقاضي؛ فبدايةً من زوجته السابقة إيفانا التي اتهمته بالاغتصاب وقاضته خلال عام 1989 ثم انتهى زواجهما بالطلاق وعادت إيفانا فيما بعد وأنكرت هذا الادعاء، ومرورا بسيدة أعمال تُدعى جيل هارث التي رفعت ضدهُ دعوى قضائية عام 1997، بتهمة خرق العقد والتحرش الجنسي اللاعنفي ولكنها انسحبت في وقت لاحق بعدما حصل أحد زملائها على تعويضاتٍ مالية مهمة، ووصولا للعارضة والمتسابقة سمر زيرفوس التي رفعت دعوى ضد دونالد بتهمة التشهير.
أصبحت اثنين من المدعيات (إيفانا ترمب وجيل هارث) من مؤيدات ترمب خلال حملة ترشحه للرئاسة؛ لكن وبالرغم من ذلك فقد عاد التوتر ليطغى على الواجهة بعدما سُرب تسجيل صوتي يعود لعام 2005 خلال حملة الانتخابات الرئاسية عام 2016؛ وقد سُمع في التسجيل ترمب وهو يتفاخر للمذيع الأمريكي بيلي بوش بأنه من المشاهير وبأنه يمكن أن يفعل أي شيء من أجل المرأة حيث قال: «بدايةً بالتقبيلِ ... أنا حتى لا أطيقُ الانتظار ... يجب إمساكهن عليهن من مهبلهن.» وقد أكد ترمب صحة هذه التسريبات وأكد على أن ما قاله تم تسجيله عندما كان في «غرفة خلع الملابس» ونفى في الواقع أنه يتصرف بهذه الطريقة تجاه المرأة كما اعتذر عن اللغة المستخدمة في التسجيل. ذكر العديد من متهميه أن نفي ترمب حول تصرفه بتلك الطريقة مع النساء جعلهم يتأكدون فعلا أنه لا يحسن التصرف.
كما طغى نوع آخر من الاتهامات على الواجهة؛ فبعد فضيحة تسريب تسجيل آكسيس هوليوود الصوتي فُجرت مفاجأة من العيار الثقيل عندما اتهمت بعض المشاركات في نسخ سابقة من مسابقات ملكة جمال الولايات المتحدة الأمريكية ترمب بالدخول لغرف خلع وتبديل الملابس التي كن يتواجدن فيها المتسابقات إلى جانب بعض المراهقات. ترمب الذي يُدير مسابقة ملكة جمال الكون تم اتهامه بالدخول على حين غرة لغرف المتسابقات وكن أحيانا عاريات  وذلك في نسخ 1997، 2000، 2001، ثم 2006.
خلال مقابلة أجراها ترمب عام 2005 في برنامج هوارد ستيرن شو الذي يُقدمه المذيع الشهير هوارد ستيرن قال ترمب: «يُمكنني الحصول على أشياء أكثر من هذا القبيل.» في إشارة للقبل الفموية الرائجة حوله.
ادعاءات سوء السلوك الجنسي تم رفعها من قبل ما لا يقل عن 19 من النساء، لكن ترمب قد نفى «المزاعم» قائلا إنه كان ضحية الإعلام المتحيز، المؤامرات والحملات السياسية ذات غرض التشويه. في تشرين الأول/أكتوبر 2016 تعهَّد ترمب علنا بمقاضاة كل النساء اللواتي اتهمنه بالاعتداء الجنسي (سواء التقبيل أو اللمس) كما توعَّدَ كل من اتهمته بالتحرش الجنسي فضلا عن مقاضاة نيويورك تايمز لنشرها ادعاءات مكذوبة ومغلوطة  ولكن حتى الآن لم ينفذ أيا منها.

## الاتهامات التي رفعت ضد ترمب في المحكمة

### إيفانا ترمب (1989)

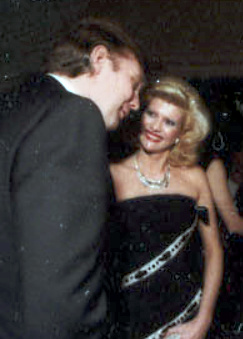
إيفانا ودونالد ترمب في عام 1985

تزوج دونالد بإيفانا ترمب في عام 1977، لكنهما تطلَّقا فيما بعد وقد صرَّحت إيفانا أثناء إلقائها الشهادة خلال إجراءات الطلاق في عام 1989 أن دونالد أرغمها على زيارة جراح تجميل وأعرب لها عن غضبه منها ورغبته في اقتلاع شعرها من فروة رأسها، لكن دونالد نفسه نفى ذلك وأكد على أن الادعاءات «كاذبة». في عام 1993 هاجم الكاتب هاري من خلال كتابه كثير من حياة دونالد ترمب هاجم ترمب بشكل عنيف وقال أن دونالد تعدى على إيفانا جنسيا؛ ووفقا للكتاب فإن إيفانا أسرَّت في وقت لاحق إلى بعض من صديقاتها أن دونالد اغتصبها.
حصل الزوجان على الطلاق في كانون الأول/ديسمبر 1990 على أساس أن دونالد كان يُهين إيفانا وأن علاقته بها كانت متوترة للغاية بل وُصفت حَدَّ «القاسية وغير الإنسانية». ووفقا لجاي غولدبرغ محامي ترمب فإن طلاق هذا الأخير من زوجته الأولى كان أمرا ناجحا للغاية بل بطاقة رابحة خاصة بعد أن شهدت واتفقت مع مارلا مابلز لتشويه سمعة دونالد في عام 1990. شمل عقد التسوية بينهما وعام 1992، بندا مهما كان يمنع إيفانا من مناقشة الزواج أو الطلاق. في عام 1992 رفع ترمب دعوى قضائية ضد إيفانا بسبب عدم التزامها بالبند الذي وقعت عليه والذي يتعلق بالتكتم والتزام السرية حيال الطلاق وذلك بعدما كشفت إيفانا عن حقائق عن دونالد من خلال الكتاب الأكثر مبيعا في تلك الفترة ترمب فاز بالكتمان.
في وقت لاحق صرَّحت إيفانا مؤكدة على أنها ودونالد «أفضل الأصدقاء». في تموز/يوليو 2015 وخلال حملة تأييد إيفانا لزوجها السابق قالت: «لقد قرأت مؤخرا بعض التصريحات التي نُسبت لي مما يقرب من 30 عاما وذلك في وقت من التوتر الشديد خلال طلاقي من دونالد. القصة تافهة تماما ولا تستحق كل هذا العناء.»

### جيل هارث (1992)
تدَّعي جيل هارث أن ترمب اعتدى عليها عدة مرات. وكانت هارث قد ذكرت أنه في كانون الأول/ديسمبر 1992 وبينما كانت تتناول الطعام مع ترمب وصديقها جورج هوراناي؛ حاول ترمب وضع يده بين ساقيها. وفي وقت لاحق وتحديدا في كانون الثاني/يناير 1993 زار كل من هارث وهوراناي ترمب في مركز عقارات مملوك له في ولاية فلوريدا وذلك خلال احتفال التوقيع على إحدى العقود؛ حينها عرض ترمب على هارث _وفقا لهارث نفسها_ القيام بجولة قبل أن يسحب لغرفة النوم الفارغة الخاصة بابنته إيفانكا مستغلا عدم وجودها هناك، وقد قالت هارث: «كنت معجة بالديكور ... والشيء التالي الذي أعرفه أن [ترامب] دفعني فالتصقت بالجدار ومرَّرَ يديه في جميع أنحاء جسدي؛ كان يحاول أن يُقبلني وكنت خائفة.» وتقول جيل هارث أنها احتجت ضد دونالد وحاولت ضربه ونجحت في نهاية المطاف من الهروب من الغرفة؛ ثم غادرت هي وصديقها مقر العقارات على عكس ما كانا يُخططان له وهو قضاء الليلة هناك وذلك بسبب خوف هارث من الاعتداء عليها من قبل دونالد مجددا.
رفعت هارث دعوى قضائية ضد دونالد في عام 1997 حيث اتهمته بالتحرش وتلمس جسدها وأعضائها من بينها «الأعضاء الجنسية»،  كما اتهمته بالتحرش الجنسي «بدون هوادة»، لكن الدعوى تم سحبها بعدما حصل هوراناي زميل جيل على مبلغ مالي لم يُكشف عنه مقابل التخلي عن الدعوى. لكن وفي المقابل فجيل لا زالت تدعي أن ترمب اعتدى عليها جنسيا وأنه لم يكن عنيفا معها كما تصف أفعاله «بالغير عدوانية باستثناء ممارسة الجنس».
في أعقاب الحادث قالت هارث إنها تلقت «بضع سنوات من العلاج». في 2015 عملت هارث في وظيفة فنانة ماكياج للرجال خلال حملة ترمب الانتخابية؛ وحينها قالت: «نعم عملت مع حملته لكني لم ينس الألم الذي تسبب لي به في حياتي ... الآن أنا أكبر سنا وأكثر حكمة ... ترامب متزوج بميلانيا وتمنيت لو أنه كان رجلا.» عملت هارث في إحدى مسيرات ترمب الترويجية حيث شغلت منصب فنانة ماكياج وهناك عادت لإثارة الجدل من جديد بعد تصرحيها الذي قالت فيه: «أنا فنان ماكياج، والرجل في حالة من الفوضى، حسنا؟ كان حقا في حاجة إلى خدماتي وأنا فنانة ماكياج بحاجة إلى عمل ... لماذا لا أحاول الحصول على علاقة ودية [مع ترامب]؟ لماذا لا أحاول أن أحصل على تلك الوظيفة؟»
الدعوى القضائية التي كانت قد رفعتها هارث ضد ترمب قبل عشرات السنين كانت قد نشرت لأول مرة في شباط/فبراير 2016 من قبل موقع LawNewz.com. أما قضيتها فقد نشرت لأول مرة في مايو 2016 في نيويورك تايمز من خلال مقال تحت عنوان «عبور الخط»، وقد رد ترمب حول كل هذه «المزاعم» بالنفي القاطع بل حتى أنه اتهم جيل هارث قائلا عنها: «إنها واحدة كذابة وخبيثة ترغب في الشهرة»، وقد عاودت هارث الظهور من جديد وتوجيه سيل من التهم لدونالد وذلك في تموز/يوليو 2016 عقب مقابلة أجرتها مع صحيفة الغارديان. في تشرين الأول/أكتوبر 2016 ذكرت هارث أنها تعتزم رفع دعوى قضائية جديدة ضد ترمب للمطالبة بحقوقها ولمساعدة باقي النساء على عدم السكوت والصمت عن مثل هذه التصرفات.

### سامر زيرفوس (2007)
سامر زيرفوس هي عارضة ظهرت في الموسم الخامس من برنامج «المستثمر» الذي تم تصويره في عام 2005 وبث في عام 2006. تقول سامر أن ترمب اتصل بها في وقت لاحق وذلك في عام 2007 وطلب منها الحضور ليرى إن كانت مؤهلة للعمل في وظيفة ما حيث دعاها لمقابلته في فندق بيفرلي هيلز. زيرفوس قالت أن ترمب كانت يوحي لها برغبته في ممارسة الجنس معها طوال الجلسة بل حتى أنه قام بتقبيل شفتيها وتلمَّس بطريقة مثيرة على ثدييها،  ودفع لها مقابل ممارسة الجنس معه؛ ثم ذكرت أن سلوكه كان عدوانيا ولم تكن راضية عمَّا كان يفعله. هذا وتجدر الإشارة إلى أن زيرفوس رفعت دعوى ضد دونالد ومثلتها المحامية والنائبة غلوريا ألريد والدة المحامية الشهيرة الأخرى ليزا بلوم
جون باري وهو ابن عم مقرب من سامر ذكر أن هذه الأخيرة كانت تحدثت مع عائلتها وأصدقائها عن ترمب وعن تعزيز ترشيحه وتُذكرهم كيف كان ترمب يساعدها في حياتها؛ إلا أن سامر تنفي كل هذا وتُؤكد على أن جون حصل على مبالغ مالية طائلة للتصريح بمثل هذه «الأكاذيب».
خلال الانتخابات التمهيدية الرئاسية تزعم زيرفوس أن محامي ترمب أو أحد العاملين في إدراته قد حاول الدفع لها مقابل التزام الصمت لكنها رفضت ذلك. في تشرين الأول/أكتوبر 2016 وخلال حملة ترمب الانتخابية الرئاسية سُرب بريد إلكتروني أُرسل من قبل زيرفوس في نيسان/أبريل 2016 أعربت فيه عن رغبتها في «التواصل» مع ترمب. وفي 17 يناير عام 2017، رفعت زيرفوس دعوى قضائية ضد ترمب بتهمة التشهير واتهمته بأنه المسؤول عن تسريب تلك الرسالة إلا أن مكتبه عاود رفض كل الاتهامات واعتبرها مجرد ادعاءات لا أساس لها من الصحة، وقد تكلف مارك كاسوويتز بالدفاع عن ترمب خلال القضية. وكانت زيرفوس قد طلبت «جميع الوثائق المتعلقة بأي امرأة أكدت أن دونالد ترمب لمسها بشكل غير لائق».
في 21 آذار/مارس 2018 قرر قاضي المحكمة العليا في نيويورك بالسماح لترمب واعتبار أن ما تم تسريبه لا علاقة لدونالد به بالرغم من أنه المستفيد الأكبر منه.

## مقال نيويورك تايمز عام 2016
في مايو 2016 نشرت نيويورك تايمز مقالا بعنوان «عبور الخط: كيف تصرَّف دونالد ترمب مع المرأة في القطاع الخاص»، وقد اعتمد المقال على استقصاء صحفي أجراه الصحفيين مايكل باربارو وميغان تيوي وقد اعتمدا فيه على إجراء 50 مقابلة مع النساء اللواتي تعرف عليهن ترمب خلال فترة من فترات حياته المهنية أو أثناء النمذجة أو حتى خلال مسابقات ملكة الجمال التي كان يُديرها دونالد في وقت سابق من حياته، أما باقي النساء اللواتي أجري معهن مقابلات فعدد قليل منهن قد عملن بشكل مباشر مع ترمب إلا أنهن قد ذكرن أن ترمب عاملهن بسلوك سيء وخشن وغير مرغوب فيه؛ فذكرت إحداهن قائلة: «لم يعرف السيد ترامب التصرفات التي تُسيء إلى المرأة ... كان يُعاملنا بعدم احترام.» أما جيل مارتن نائبة رئيس مساعد المستشار في الشركة فقد قالت أنها تلقت أموالا من مكتب ترمب للسكوت عن الكثير مما تعرفه في حين قالت لورا كيريلوفا شيكانوف المهاجرة البلغارية والفائزة بلقب ملكة جمال الولايات المتحدة الأمريكية لعام 2009 أن ترمب ساعدها على إجراء اتصالات من أجل فيلم وثائقي كانت تعمل عليه في بلدها، أما روان بروير لان صديقة ترمب السابقة فقد أكدت على أن دونالد أخدها في العديد من المرات لأماكن بعيدة وخارجة عن المدينة وقالت إنها كانت «راضية عنه» ولم تتلق منه أي إهانة. وقد رد المتحدث باسم ترمب باري بينيت على القصة بالقول: «لقد تحدثت [في إشارة لصحيفة نيويورك تايمز] مع 50 امرأة وتمكنت من الحصول على سبعة أو ثمانية قصص فقط؛ أكثر من نصفهم "تافهة" من أن أرد عليها ... من لديه أشياء عظيمة فليصرح بها مباشرة وبدون طرق ملتوية ... يا للوضاعة!».

## ادعاءات عام 2016

### جيسيكا ليدز (1980)
ليدز هي سيدة أعمال قامت برحلة إلى الغرب الأوسط ثم عادت إلى نيويورك. خلال عودتها عرضت عليها المضيفات مقعدا فارغا في مقصورة من الدرجة الأولى؛ وقد زعمت ليدز أنه بعد حوالي 45 دقيقة من إقلاع الطائرة رفع ترمب  المسند وبدأ بلمس مؤخرتها قبل أن ينتقل لثدييها كما حاول أن يضع يده تحت تنورتها، وقد قالت جيسيكا ليدز في وقت لاحق: «لقد كان مثل الأخطبوط ... كان ينشر يديه في كل مكان ... هذا اعتداء جنسي صارخ» وكانت ليدز قد أرسلت في وقت لاحق رسالة مطولة تحتوي على كل ادعائاتها ضد ترمب لأحد محرري جريدة نيويورك تايمز.
ردَّ جيسون ميلر المتحدث باسم حملة ترمب على ادعاءات ليز ووصفها «بالخيال»، وقد أكد على أن كل هذه التهم لها علاقة بالسياسة لا غير؛ حيث تساءل قائلا: «أين كنتِ [في إشارة لليدز] قبل عشرون سنة؟ ... مرَّت عقود من الزمن ولم تتحدثن ثم في الشهر الأخير تقدن حملة ضد الرئيس!» وقد هدد ترمب علنا بمقاضاة كل من نيويورك تايمز وجيسيكا ليدز بسبب نشر ادعاءات لا أساس لها من الصحة والهدف منها تشويه سمعته وطالبهما بالتراجع. رفضت جيسيكا التراجع عما قالته بالرغم من تهديدات دونالد أما نيويورك تايمز فالتزمت الصمت ولم تدخل في جدال مع الرئيس،  في حين لم يقم ترمب باللجوء للقانون ولم يتخد أي إجراءات قانونية ضد المشتكية أو الصحيفة الناشرة للخبر.

### كريستين أندرسون (1990)
في 14 تشرين الأول/أكتوبر 2016 نشرت صحيفة واشنطن بوست مقالا ذكرت فيه مزاعم كريستين أندرسون، كريستين هذه هي فتاة ادَّعت بأن ترمب مرر يده من تحت تنورتها في مانهاتن في ملهى ليلي عام 1990. تقول كريستين أنها كانت تطمح لتُصبح عارضة أزياء وأنها نست الحادث تماما؛ حيث لم تُخبر به أحدا باستثناء صديقاتها لكن عندما قرأت عن قصص نساء أخريات عانين مع ترمب قرَّرت فضحه وعدم الالتزام بالصمت هذه المرة. تقول أندرسون أن الاعتداء حصل في نادٍ ليلي في مانهاتن يحمل اسم نيوزداي؛ كما أكدت على أن تلك الليلة قد سميت باسم «ليلة دونالد» بسبب مشاركته في الملهى من جهة ومعروف عنه «اصطياد» النساء من جهة ثانية.

### كاثي هيلر (1997)
في شباط/فبراير 2016، قامت كاثي هيلر بإجراء مقابلات مع صحيفة الغارديان وأطلعتهم على مجموعة من المعلومات من بينها أن ترمب أمسك بها بالقوة وقبلها رغما عنها؛ كان ذلك قبل حوالي عقدين من الزمن.
حسب عشرات التقارير؛ فإن هيلر التقت عام 1997 دونالد ترمب خلال عيد الأم ودعته لتناول الغداء مع أطفالها وزوجها وأهل زوجها في مبنى عقارات مار-أ-لاغو (بالإنجليزية: Mar-a-Lago) باعتبار أن والديها يعملان هناك أيضا. تقول هيلر أن ترمب أصبح عدوانيا وغاضبا عندما تجنبت تقبيله؛ فأمسك بها بقوة وحاول تقبيلها من شفتيها لكنها حركت رأسها فقبلها من الجانب لمدة طويلة نوعا ما ثم تركها تذهب. أيد كل من زوج هيلر وأطفالها ادعاءات هيلر وصرحوا بأنهم كانوا حاضرين خلال الحدث وأن ترمب قام فعلا بهذا.
في صيف عام 2015، أعضاء لعبة ما جونغ سمعوا بالخبر واتصلوا بكاثي وطلبوا منها روايتها بشكل مفصل؛ كان هذا بعد فترة قصيرة من إعلان ترمب ترشحه للرئاسة، فقررت كاثي بعد رؤية المناظرة الرئاسية الثانية في 9 أكتوبر عام 2016 أن تُفشي الخبر وألا تواصل التكتم. هذا وتجدر الإشارة إلى أن هيلر ديمقراطية ومن مؤيدي المترشحة السابقة هيلاري كلينتون.
رد جيسون ميلر المتحدث باسم حملة ترمب مجددا وقال أن هيلر مجرد «كاذبة» و«لها دوافع سياسية».